# Агкацев, Станислав Витальевич
Станисла́в Вита́льевич Агка́цев (род. 9 января 2002, Владикавказ) — российский футболист, вратарь клуба «Краснодар».

## Клубная карьера
Начал заниматься футболом в ДЮСШ «Юность» Владикавказ. Летом 2015 года попал в Академию «Краснодара». В сезоне 2018/19 провёл по одному матчу за молодёжную команду и за «Краснодар-3» в первенстве ПФЛ. В сезоне 2019/20 сыграл 9 матчей в молодёжном первенстве и восемь — в первенстве ФНЛ за «Краснодар-2». Всего провел 29 игр за «Краснодар-2», в 9 из которых оставил ворота в неприкосновенности.
Дебютировал за основную команду 25 февраля 2021 года (в возрасте 19 лет 1 месяца и 16 дней) в ответном гостевом матче плей-офф Лиги Европы против загребского «Динамо» (0:1). Первый матч в премьер-лиге сыграл 28 февраля 2022 года против «Урала» (2:2).
11 июня 2023 года Станислав Агкацев вышел в стартовом составе «Краснодара» в финале Кубка России против ЦСКА. Это решение было принято главным тренером Владимиром Ивичем после ошибки основного вратаря Матвея Сафонова в матче с «Ахматом». В той игре Сафонов грубо ошибся на выходе во втором тайме, что позволило сопернику сравнять счёт. В финальном матче основное время завершилось вничью — 1:1, и судьба трофея решилась в серии пенальти. Более точными в ней оказались футболисты ЦСКА, одержавшие победу со счётом 6:5.
16 июня 2024 года Агкацев продлил свой контракт с «Краснодаром» до конца сезона 2028/29.
В сезоне 2024/25 Станислав Агкацев стал основным вратарём «Краснодара», заняв место Матвея Сафонова после его перехода в «Пари Сен-Жермен». Агкацев провёл выдающийся сезон в Российской Премьер-лиге, сыграв во всех 30 матчах чемпионата без замен и став одним из ключевых игроков команды, впервые в истории завоевавшей золотые медали РПЛ. За сезон он пропустил 23 мяча (в среднем 0,77 гола за игру), что стало одним из лучших показателей среди голкиперов лиги. В матчах Кубка России Агкацев провёл ещё 3 встречи, пропустив 2 мяча за 270 минут. Общая статистика игрока во всех официальных турнирах сезона составила 34 матча и 3060 минут игрового времени.
В апреле 2025 года Агкацев вошёл в топ-4 лучших вратарей мира за последний год по версии Международного центра спортивных исследований (CIES).
К маю 2025 года в матчах Российской Премьер-лиги Станислав отразил 5 из 6 одиннадцатиметровых ударов, что является одним из лучших показателей в чемпионате. В сумме со встречами за молодёжную команду «Краснодара» Агкацев отразил 9 из 21 пенальти, что составляет 42,8 % успешных спасений.
Первым пенальти, отбитым в сезоне, стал удар Мирлинда Даку из «Рубина» в ноябре 2024 года. При счёте 0:1 Агкацев отбил мяч в нижнем углу, сохранив шансы «Краснодара» на результат. Позже Александр Черников сравнял счёт, матч завершился вничью 1:1. В марте 2025 года во встрече с «Пари НН» Агкацев отразил пенальти Николая Калинского, ранее реализовавшего 12 подряд ударов с точки в рамках РПЛ. Сэйв пришёлся на компенсированное время при счёте 3:0 в пользу «Краснодара». Примечательно, что Калинский предпочитал пробивать в левый угол от вратаря, однако Агкацев угадал направление и парировал удар в противоположную сторону. Таким образом, он стал первым вратарём РПЛ, сумевшим отразить пенальти от Калинского. Очередной ключевой эпизод произошёл в мае 2025 года в матче 29-го тура против махачкалинского «Динамо». При счёте 3:2 в концовке игры Агкацев отразил пенальти, сыграв решающую роль в победе. Сэйв был выполнен ценой полученной травмы, но позволил «Краснодару» сохранить необходимое преимущество в важной игре на финише чемпионской гонки. По мнению прессы и экспертов, этот эпизод можно рассматривать как один из ключевых моментов в борьбе за титул.
По итогам сезона Агкацев стал лучшим вратарём чемпионата по множеству статистических показателей, включая процент отражённых ударов и действия на выходах. Он также попал в число лидеров по предотвращённым xG и количеству сейвов.

## Карьера в сборной
15 ноября 2024 года в товарищеском матче против сборной Брунея Станислав Агкацев дебютировал в сборной России, заменив Илью Лантратова в перерыве. Во время игры брунейский футболист попробовал забить гол дальним ударом сразу после розыгрыша мяча с центра поля, но Станислав сумел совершить сэйв, отбив мяч на угловой.
Станислав принял участие в матче против сборной Гренады (5:0) 19 марта 2025 года, выйдя на поле после перерыва и сохранив ворота в неприкосновенности.

## Игровой стиль
Агкацева выделяют уверенная игра на линии, способность страховать защитников, уверенность при игре ногами и стабильность. По словам бывшего тренера вратарей «Краснодара» Алексея Антонюка, он относится к типу «ровных вратарей, вовремя совершающих ключевые спасения», без резких спадов формы. Тренер вратарей сборной России Виталий Кафанов также отметил сбалансированность навыков Агкацева и отсутствие ярко выраженных слабых сторон.
Агкацев активно подключается к начальной стадии атак. В юношеской Академии «Краснодара» большое внимание уделялось технической подготовке вратарей, в частности — игре ногами, позиционному мышлению и участию в розыгрышах мяча. Агкацев отличается развитой межмышечной координацией, а также способностью одинаково уверенно выполнять передачи обеими ногами.

## Статистика

### Клубная
| Выступление      | Выступление      | Выступление      | Лига | Лига | Кубки | Кубки | Еврокубки | Еврокубки | Итого | Итого |
| Клуб             | Лига             | Сезон            | Игры | Голы | Игры  | Голы  | Игры      | Голы      | Игры  | Голы  |
| ---------------- | ---------------- | ---------------- | ---- | ---- | ----- | ----- | --------- | --------- | ----- | ----- |
| → Краснодар-3    | ПФЛ              | 2018/19          | 1    | -1   | —     | —     | —         | —         | 1     | -1    |
| → Краснодар-3    | ПФЛ              | 2020/21          | 1    | 0    | —     | —     | —         | —         | 1     | 0     |
| → Краснодар-3    | Итого            | Итого            | 2    | -1   | —     | —     | —         | —         | 2     | -1    |
| → Краснодар-2    | Первая лига      | 2019/20          | 8    | -9   | —     | —     | —         | —         | 8     | -9    |
| → Краснодар-2    | Первая лига      | 2020/21          | 19   | -36  | —     | —     | —         | —         | 19    | -36   |
| → Краснодар-2    | Первая лига      | 2021/22          | 15   | -15  | —     | —     | —         | —         | 15    | -15   |
| → Краснодар-2    | Первая лига      | 2022/23          | 9    | -12  | —     | —     | —         | —         | 9     | -12   |
| → Краснодар-2    | Итого            | Итого            | 51   | -72  | —     | —     | —         | —         | 51    | -72   |
| Краснодар        | Премьер-лига     | 2020/21          | 2    | -8   | —     | —     | 1         | -1        | 3     | -9    |
| Краснодар        | Премьер-лига     | 2021/22          | 3    | -3   | 2     | -3    | —         | —         | 5     | -6    |
| Краснодар        | Премьер-лига     | 2022/23          | 3    | -3   | 5     | -3    | —         | —         | 8     | -6    |
| Краснодар        | Премьер-лига     | 2023/24          | 1    | -2   | 7     | -11   | —         | —         | 8     | -13   |
| Краснодар        | Премьер-лига     | 2024/25          | 30   | -23  | 4     | -6    | —         | —         | 34    | -29   |
| Краснодар        | Премьер-лига     | 2025/26          | 5    | -3   | 1     | -1    | —         | —         | 6     | -4    |
| Краснодар        | Итого            | Итого            | 44   | -42  | 19    | -24   | 1         | -1        | 64    | -67   |
| Всего за карьеру | Всего за карьеру | Всего за карьеру | 97   | -115 | 19    | -24   | 1         | -1        | 117   | -140  |

1. ↑  ПФЛ, ФНЛ, Премьер-лига.
2. ↑  Кубок России, Суперкубок России.
3. ↑  Лига Европы.

### Статистика международных матчей Станислава Агкацева
| № | Дата            | Оппонент        | Стадион            | Счёт | Проп.мячи | Сух.матчи | Карточки | Минуты | Соревнование             |
| - | --------------- | --------------- | ------------------ | ---- | --------- | --------- | -------- | ------ | ------------------------ |
| 1 | 25 февраля 2021 | Динамо (Загреб) | «Максимир», Загреб | 0:1  | 1         | —         | —        | 90'    | ЛЕ 2020/21 (1/16 финала) |

Итого: сыграно матчей: 1 / пропущено голов: 1; победы: 0, ничьи: 0, поражения: 1.

### Сборная
Сборная России
| № | Дата           | Оппонент | Счёт | Проп.Голы | Сухие     | Карточки | Минуты  | Соревнование      |
| - | -------------- | -------- | ---- | --------- | --------- | -------- | ------- | ----------------- |
| 1 | 15 ноября 2024 | Бруней   | 11:0 | —         | зелёная ✓ | —        | 45' 46' | Товарищеский матч |
| 2 | 19 марта 2025  | Гренада  | 5:0  | —         | зелёная ✓ | —        | 45' 46' | Товарищеский матч |

Итого: сыграно матчей: 2 матча / пропущено голов: 0 / «сухие»: 2; победы: 2, ничьи: 0, поражения: 0.
Молодёжная сборная России
| № | Дата             | Оппонент  | Счёт | Проп.Голы | Сухие     | Карточки | Минуты  | Соревнование      |
| - | ---------------- | --------- | ---- | --------- | --------- | -------- | ------- | ----------------- |
| 1 | 6 июня 2021      | Сербия    | 0:0  | —         | зелёная ✓ | —        | 90'     | Товарищеский матч |
| 2 | 21 сентября 2022 | Беларусь  | 6:1  | 1         | —         | —        | 45' 46' | Товарищеский матч |
| 3 | 24 сентября 2022 | Казахстан | 2:1  | —         | зелёная ✓ | —        | 45' 45' | Товарищеский матч |
| 4 | 16 ноября 2022   | Сербия    | 4:0  | —         | зелёная ✓ | —        | 45' 46' | Товарищеский матч |

Итого: сыграно матчей: 4 матча / пропущено голов: 1 / «сухие»: 3; победы: 3, ничьи: 1, поражения: 0.

## Достижения
«Краснодар»
- Чемпион России: 2024/25
- Серебряный призёр чемпионата России: 2023/24
- Финалист Кубка России: 2022/23

### Личные
- В списках 33 лучших футболистов чемпионата России (1): № 2 — 2024/25.
- Лучший футболист сезона в ФК «Краснодар»: 2024/25 [13]